# District historique de Jaite Mill
 (juillet 2020).
Le district historique de Jaite Mill – ou Jaite Mill Historic District en anglais – est un district historique des comtés de Cuyahoga et Summit, dans l'Ohio, aux États-Unis. Situé au sein du parc national de Cuyahoga Valley, il est inscrit au Registre national des lieux historiques depuis le 21 mai 1979.